# Raionul Jîtomîr (pre-2020), Jîtomîr
Jîtomîr (în ucraineană Житомирський район, transliterat: Jîtomîrskîi raion) este un raion în regiunea Jîtomîr, Ucraina. Reședința sa este orașul regional Jîtomîr, care nu aparține raionului.

## Demografie
Componența lingvistică a raionului Jîtomîr
     Ucraineană (93,55%)
     Rusă (6,11%)
     Alte limbi (0,22%)
Conform recensământului din 2001, majoritatea populației raionului Jîtomîr era vorbitoare de ucraineană (93,55%), existând în minoritate și vorbitori de rusă (6,11%).